# أبو يعلى الجعفري
أَبُو يَعَلَىٰ مُحَمَّدُ بْنُ الْحَسَنِ بْنِ حَمْزَةَ الْجَعْفَرِيُّ الْهَاشِمِيُّ الْقُرَشِيُّ، وَيُلَقَّبُ بِالشَّرِيْفِ الْجَعْفَرِيُّ (القرن الرابع للهجري - 463 هـ). هو رجل دين وفقيه ومتكلم شيعي من بغداد، ينتهي نسبه إلى جعفر الطيار أخ الإمام علي وابن عم النبي محمد. بدأ دراسته على يد علماء أسرته، حيث نهل من علومهم وتأسّس جيدًا في مراحل الطلب الأولى، بعد أن أكمل استعداداته معهم انضم إلى حلقة دراسة الشيخ المفيد وأصبح من تلامذته ورفاقه المميزين، حتى بلغ من القرب والثقة أن زوّجه الشيخ المفيد إحدى بناته. وبعد وفاة الشيخ المفيد تولى  كرسي التدريس والإفتاء وإمامة الشيعة في بغداد. وقد ترك العديد من المؤلفات مثل الحجة في الإمامة، ونزهة الناظر وتنبيه الخاطر، وأخبار المختار، وإيمان أبي النبي و... وهم من بينهم. 

## نسبه
هو: محمد بن الحسن بن حمزة بن جعفر بن العباس بن إبراهيم بن جعفر بن إبراهيم بن جعفر الأمير بن إبراهيم الأعرابي بن محمد الرئيس بن علي الزينبي بن عبد اللّٰه بحر الجود بن جعفر الطيار بن أبي طالب بن عبد المطلب بن هاشم بن عبد مناف بن قصي بن كلاب بن مرة بن كعب بن لؤي بن غالب بن فهر بن مالك بن النضر بن كنانة بن خزيمة بن مدركة بن إلياس بن مضر بن نزار بن معد بن عدنان.

## مؤلفاته
لدى أبو يعلى العديد من المؤلفات منها:
1. مسألة في مولد صاحب الزمان .
2. مسألة في الرد على الغلاة .
3. مسألة في أوقات الصلاة .
4. مسألة في إيمان آباء النبي  .
5. مسألة في المسح على الرجلين .
6. مسألة في العقيقة .
7. مسألة في أن الفعال غير هذه الجملة .
8. جواب مسألة أهل الموصل .
9. جواب المسألة الواردة من صيدا.
10. جواب المسائل الواردة من طرابلس .
11. جواب المسائل أيضًا من هناك .
12. جواب المسائل الواردة من الحاير على صاحبه السلام .
13. أجوبة مسائل شتى في فنون من العلم.
14. التكملة موقوف على التمام .
15. الموجز في التوحيد موقوف على التمام .

## ماقيل فيه
- قال النجاشي: «محمد بن الحسن بن حمزة الجعفري أبو يعلى خليفة الشيخ أبي عبد الله بن النعمان والجالس مجلسه، متكلم، فقيه، قيم بالامرين جميعا. له كتب، منها: جواب المسألة الواردة من صيدا، جواب مسألة أهل الموصل، المسألة في مولد صاحب الزمان ...».[7]
- قال ابن شهر آشوب: «أبو يعلى محمد بن الحسن بن حمزة الجعفري الطالبي له كتاب، نزهة الناظر وتنبيه الخاطر، النكت في الإمامة أخبار المختار».[8]
- قال العلامة الحلي: «أبو يعلى خليفة الشيخ المفيد رحمه الله و الجالس مجلسه، متكلم فقيه قيم بالأمرين جميعا مات  يوم السبت سادس عشر شهر رمضان سنة ثلاث و ستين و أربعمائة و دفن في داره.»[9]
- قال ابن حجر العسقلاني: «كان من كبار علماء الشيعة لزم الشيخ المفيد، وفاق في معرفة الأصلين والفقه على مذهب الإمامية، وزوجه المفيد بابنته، وخصه بكتبه، وأخذ أيضا عن الشريف المرتضى، وكان عارفا بالقراءات...».[10]
- قال الذهبي: «الشريف ابو يعلى الجعفرىّ البغدادىّ، من أولاد جعفر بن ابى طالب. كان من كبار علماء الشيعة، لزم الشيخ المفيد، و فاق فى علم الأصلين و الفقه على طريق الامامية. و زوّجه المفيد بابنته، و خصّه بكتبه. و أخذ أيضا عن السيد المرتضى، و صنّف كتبا حسانا. و كان من صالحى طائفته و عبّادهم و أعيانهم. شيّع جنازته خلق كثير، و كان من العارفين بالقراءات. و كان يحتجّ على حدث القرآن بدخول الناسخ و المنسوخ فيه...».[11]

## وفاته
توفي أبو يعلى ببغداد في 16 رمضان سنة 463 هـ (وفقًا للنجاشي وعدة تراجم لاحقة)؛ غير أن بعض الباحثين شككوا في هذا التاريخ نظرًا إلى وفاة النجاشي عام 450 هـ، واقترحوا تصحيحًا محتملاً إلى 443 هـ.